# ماسبذان
ماسَبَذان هي منطقة تاريخيَّة من العصر السَّاساني تقع حاليًا ضمن مقاطعة سيروان من محافظة عيلام في إيران. كانت ماسبذان مدينة قريبة من سيروان، وفيها الكثير من الينابيع الساخنة.

يقول ضرار بن الخطاب الفهريُّ الشَّاعر:

## أصل التسمية
ماسبذان كلمة فارسيَّة الأصل، وأصلها جزأين، ماه، وسبذان، أي سبذان مضافٌ إلى ماه اسم القمر.

## تاريخ

### في العصر الرَّاشدي
ذكر المُؤرخ ابن كثير في البداية والنهاية أنه بعد رجوع هاشم بن عتبة من جلولاء إلى المدائن، أخبر سعداً أن آذين بن الهرمزان قد أخذ جماعة من الفرس، فكتب إلى الخليفة عُمر بن الخطَّاب في ذلك أن يرسل وأمر ضرار بن الخطاب بالهجوم عليهم، فخرج ضرار من المدائن بجيش بقيادة ابن الهذيل الأسدي وأسر آذين بن الهرمزان وهرب منه أصحابه. فأمر بقطع رقبة أزين أمامه وتبع القوم المهزومين حتى النهاية وذهب إلى مدينة ماسبذان - وهي مدينة كبيرة - وأخذ تلك المدينة عنوة وهرب أهلها في رؤوس الشِّعاب والجبال.

### في العصر العبَّاسي
جاء الخليفة العبَّاسي مُحمَّد المهدي إلى ماسبذان مُستريحًا فيها، وكان ينوي المسير على رأس الجيش إلى ابنه موسى الهادي مُغاضبًا، في محاولةٍ منه لخلعه من ولاية العهد وتمريرها إلى ابنه هارُون الرَّشيد بعدما رأى من شجاعته وانتصاراته على الرُّوم ما سرُّه، غير أن المنيَّة عاجلته في ماسبذان، واختلفت الروايات في كيفية وفاته، وذلك في 22 مُحرَّم سنة 169هـ / 3 أغسطس 785م.